# Сівоконь Дмитро Володимирович
Дмитро Володимирович Сівоконь (14 вересня 1982 — 23 липня 2021) — старший лейтенант 17-го окремого мотопіхотного батальйону Збройних Сил України, учасник російсько-української війни.

## Життєпис
Народився 14 вересня 1982 року на Херсонщині, мешкав у Скадовську.
2014 року, фактично з перших днів війни, пішов добровольцем у зону АТО. Служив у ЗСУ на посаді головного сержанта взводу в спецпідрозділі ВСП «Сармат». Згодом отримав офіцерське звання (молодший лейтенант).
Після трьох контузій і поранення у 2017 році перевівся у військкомат Скадовська. Але зрештою все одно повернувся на передову, вже у званні старшого лейтенанта 17-го окремого мотопіхотного батальйону «Кіровоград» 57-ї окремої мотопіхотної бригади імені кошового отамана Костя Гордієнка.
13 липня 2021 року о 17:30 командно-спостережний пункт батальйону в районі села Причепилівка Новоайдарського району на Луганщині (фактично тилові позиції ЗСУ) був обстріляний 152-мм снарядами. Від вибуху одного зі снарядів загинув головний сержант Андрій Бєляєв, а п'ятеро інших військовослужбовців отримали поранення різного ступеня важкості. У командира взводу Дмитра Сівоконя були дуже серйозні поранення: посічені осколками ноги, осколки у шиї та в легенях, пневмоторакс. У реанімації Військово-медичного клінічного центру Північного регіону в Харкові, куди терміново евакуювали Дмитра, його стан стабілізували, наступного ранку він навіть прийшов до тями. Однак дуже швидко його стан різко погіршився, його знову під'єднали до апарату штучної вентиляції легень, ввели у медикаментозний сон, провели кілька операцій. Десять днів Дмитро боровся за життя, однак 23 липня близько 16:00 серце офіцера зупинилось.
Поховали Дмитра на Алеї героїв нового кладовища у Скадовську.
Залишилися батьки, дружина та троє дітей.

## Нагороди та вшанування
- Указом Президента України № 576/2021 від 15 листопада 2021 року, «за особисту мужність, виявлену у захисті державного суверенітету та територіальної цілісності України, сумлінне і бездоганне служіння Українському народові», нагороджений орденом «За мужність» III ступеня (посмертно)[1].
- 17 вересня 2021 року на фасаді Токмацької ЗОШ № 6 відкрито меморіальну дошку[2].